# 二色石豆蘭
二色石豆蘭（学名：Bulbophyllum bicolor），又名二色卷瓣蘭，蘭科石豆蘭屬，香港特有的極危附生植物，僅生長於大帽山的溪流旁的岩石上。但亦有指二色石豆蘭亦發現於泰國。
种名 bicolor 意为“二色的”。
在香港島首次發現的時間大約在1880年。大部分分佈於郊野公園內，現在受到《林務規例》及《動植物(瀕危物種保護)條例》所保護，亦為中國國家重點保護野生植物以及瀕臨絕種野生動植物國際貿易公約附錄II物種。
外型特徵為根狀莖，葉生於卵球形假鱗莖上，橢圓形。淡黃色花朵，花葶從假鱗莖的基部發出，傘形花序，邊緣生有紅色緣毛。唇瓣初為欖綠色，後為橘紅色，卵形，與蕊柱足末端以關節方式連接，蕊柱伸展呈三角形。花期為每年5月。